# 佐久間信忠
佐久間 信忠（さくま のぶただ）は、江戸時代中期の旗本。

## 生涯
宝暦2年（1752年）12月26日、義父・佐久間信厚から家督（蔵米250俵）を継いだ。宝暦3年（1753年）5月6日、御納戸番に列せられた。
宝暦4年（1754年）12月11日、新番に転任。
宝暦9年（1759年）10月28日、死去。享年55。